# Miloš Alexander Bazovský
Miloš Alexander Bazovský (Turany, 11 gennaio 1899 – Trenčín, 15 dicembre 1968) è stato un pittore slovacco, considerato tra i migliori artisti del suo paese del XX secolo.

## Biografia
Studiò all'Accademia di arti figurative di Budapest, all'Accademia di arti figurative di Praga e anche a una scuola privata di pittura di Vienna.
Nel 1964 lo Stato gli conferì il titolo di Artista nazionale.